# Kargaszoki járás

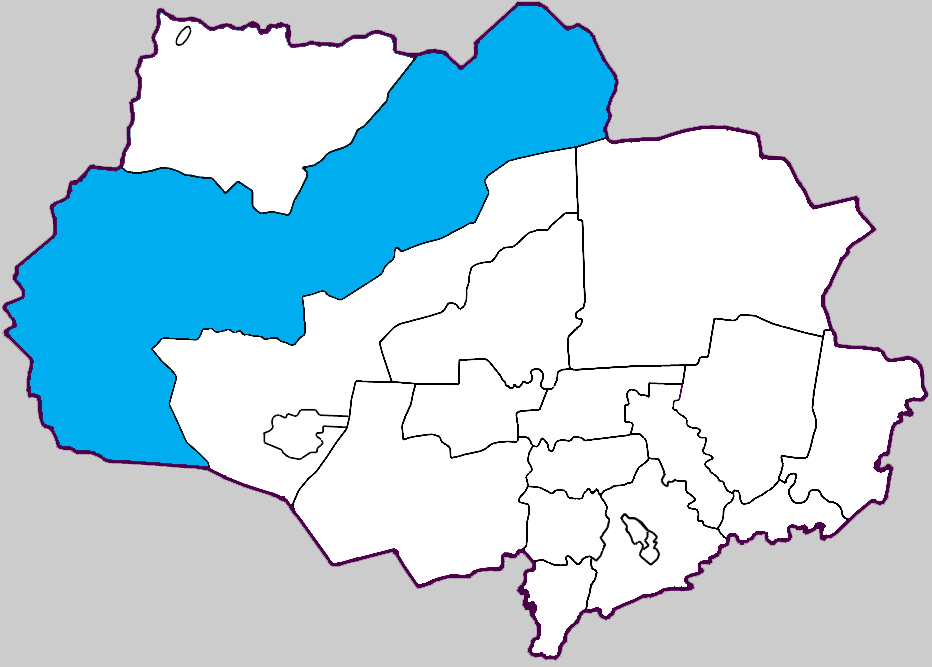
A Kargaszoki járás az Tomszki területen

A Kargaszoki járás (oroszul Каргасокский район) Oroszország egyik járása a Tomszki területen. Székhelye Kargaszok.

## Népesség
- 1989-ben 28 651 lakosa volt.
- 2002-ben 24 756 lakosa volt, melynek 95,7%-a orosz, 2,1%-a szölkup, 0,6%-a hanti.
- 2010-ben 21 814 lakosa volt, melyből 19 541 orosz (89,6%), 514 szölkup (2,4%), 465 német, 329 ukrán, 192 hanti (0,9%), 96 fehérorosz, 79 tatár, 72 csuvas stb.